# ルノー・R.S.19
ルノー・R.S.19 (Renault R.S.19) は、ルノーが2019年のF1世界選手権参戦用に開発したフォーミュラ1カーである。

## 概要
2019年2月12日にオンライン上で公開されたが、完成が遅れたため同日の体制発表会には間に合わず、同月16日の合同テスト（カタロニア・サーキット）でシェイクダウンを行った。
エグゼクティブディレクターのマルチン・ブコウスキーは、パワーステアリング以外を一新した意欲作と述べ、パワーユニット(PU)も設計を一新したものを投入した。

## 2019年シーズン
ドライバーはニコ・ヒュルケンベルグが残留し、レッドブルからダニエル・リカルドが移籍した。
プレシーズンテストでは特筆した記録は残しておらず、リカルドのリアウイングのトラブルはあったもののPUの性能向上には成功し、前年がPUを含めたトラブルでテスト時間が減ったことを考慮すれば順調な形でテストを終えた。
だが、開幕戦オーストラリアGPから第4戦アゼルバイジャンGPまでのフライアウェイ戦ではPUの信頼性の問題に直面し、マシンの戦闘力で向上した点がPUの問題で相殺されて躓くこととなった。
開幕戦オーストラリアGPでのヒュルケンベルグの7位入賞、第3戦中国GPでは2台でのQ3進出達成とリカルドの7位入賞を果たし、低迷したわけではなかったが、前年が大半のレースで1台が予選Q3進出と決勝での入賞を記録する好調さに比べれば不調気味であり、ヒュルケンベルグとリカルドの両名がシーズン序盤の段階で苦言を呈するほどであった。
また、予選の好不調が激しく、決勝でのPUのトラブルが続発。現に第3戦中国GPまで成績を比較すれば、ルノーPUを供給する4台のうち少なくとも1台がPUが原因でリタイアする状況であり、同じ供給数のホンダPUより完走率が低い状況であった。特に第2戦バーレーンGPはルノーF1としてのダブル入賞目前でリタイアとなったように、入賞のチャンスをPUのせいで失うパターンもあった。
ただ、シーズン序盤のPU関連のトラブルについては、マネージングディレクターのシリル・アビテブールは、シーズンオフはPUのパワー向上に集中した結果、パワーは向上したものの信頼性は標準を下回ったと語り、その原因としてMGU-Kとコンロッド（第2戦バーレーンGPでヒュルケンベルグがリタイアに追い込まれた）を挙げている。
その影響で第6戦モナコGP終了時はコンストラクターズ8位にまで低迷。そんななか、第7戦カナダGPでリカルドが予選4位獲得からのダブル入賞を決め、その後のレースでも入賞してチーム順位を上げていったが、前半戦終了時の成績だけ比較しても、前年がコンストラクターズ4位で下位に差をつけつつあったのに対し、今季は6位なうえ、コンストラクターズ暫定4位のマクラーレンに大差をつけられるなど低迷。しかし、後半戦はマシン開発やPUの改良が進み、第14戦イタリアGPで4位&5位のダブル入賞で大量得点を果たし、マクラーレンへの追撃を始めた。だが、時すでに遅く、最終的には第20戦ブラジルGPでマクラーレンが（繰り上げではあるが）3位表彰台を含むダブル入賞が決め手となり、コンストラクターズ4位の可能性は潰えた（ちなみに第17戦日本GPで競技規則違反により2台とも失格となりダブル入賞のポイントを失ったが、それを加算しても逆転は不可能であった）。さらに、同じ第20戦ブラジルGPでのトロ・ロッソのピエール・ガスリーの2位表彰台により、コンストラクターズ5位の座も危ぶまれたが、後半戦のダブル入賞を複数回達成しライバルの獲得ポイントをわずかだが上回り続けたことや最終戦アブダビGPでガスリーがレーシング・ポイント2台と接触し入賞を逃したことで、コンストラクターズ5位の座を死守した。
精彩を欠いた理由の一つとして、2021年シーズンのために風洞設備の改修をシーズン中に刊行。これによりマシン開発の遅延が発生し、直接のライバルとなったマクラーレンに逃げられる一因となった。また、PUの完成度も他のPUに比べ、フリー走行や予選でPUトラブルが発生し、決勝でポイントを取りこぼす遠因になるなど、他のPUに比べ、信頼性に対する不安要素を残した。また、シャシーの完成度も前年が予選も含めたマシンとしての速さは欠けても、決勝で結果を残してきたマシンだったのに対し、今季は高速サーキット寄りのGP（カナダGP（リカルド4番手からの6位入賞）やイタリアGP（リカルド予選5番手からの4位入賞）など）では強さを見せたが、コースによって得手不得手がはっきりしたマシンとなったため、決勝の成績が安定せず、成績だけ見れば順位を下げることとなった。そのため、結果だけ見れば、2018年の後半戦からシャシーの再開発を断行して2019年に備えたマクラーレンのほうが安定した速さを見せたことから、来季に向けシャシー性能に課題を残しており、マシンの戦闘力不足が目立った前半戦の不調が結果的にコンストラクターズ4位死守の可能性を逸する形となった。

## スペック

### シャシー
- 名称：ルノー R.S.19
- シャシー構成：ルノーF1チーム カーボンファイバー&アルミニウム・ハニカムコンポジットモノコック、ルノー・E-Tech 19 パワーユニット搭載（ストレスメンバー）
- フロントサスペンション：カーボンファイバー製プッシュロッド式トーションバー（トップ&ボトム・ウィッシュボーン）
- リアサスペンション：カーボンファイバー製プルロッド式トーションバー（トップ&ボトム・ウィッシュボーン）
- トランスミッション：セミオートマチック・シーケンシャル電子制御（クイックシフト） 8速＋リバース1速 チタニウム製ギアボックス
- ホイール：O・Z マグネシウム製
- 燃料システム：ケブラー強化ラバー燃料タンク ATL製
- エレクトロニクス：MES-マイクロソフト スタンダードECU
- ブレーキシステム：ブレンボ カーボンディスク、パッド、キャリパー、APレーシング マスターシリンダー
- タイヤ：ピレリ
- コクピット：カーボンコンポジット製着脱式シート/6点式シートベルト/パドルシフト、クラッチパドル、およびDRS付きステアリング

### パワーユニット
- 名称：ルノー E-Tech 19
- 排気量 1,600 cc
- 最高回転数：15,000 rpm(レギュレーションで規定)
- ターボチャージャー：シングルターボ、ブースト圧無制限（5 bar）
- 最大燃料流量：100 kg/h
- 最大燃料容量：110 kg
- バンク角：90度
- 気筒数：V型6気筒
- ボア：80 mm
- ストローク：53 mm
- クランクの高さ：90 mm
- バルブ数：24（1気筒あたり4バルブ）
- 燃料噴射：直接噴射
- MGU-K
  - 最高回転数：50,000 rpm
  - 最大出力：120 kW
  - 最大エネルギー回生量：2 MJ（1周あたり）
  - 最大エネルギー放出量：4 MJ（1周あたり）
- MGU-H
  - 回転数：100,000 rpm
  - エネルギー回生量：無制限
- 重量：145 kg（FIA既定の最低重量）
- パワー：950 hp以上

## 記録
- ダニエル・リカルド - 54点（ドライバーズランキング9位）
- ニコ・ヒュルケンベルグ - 37点（同14位）

| 年   | No. | ドライバー       | 1   | 2   | 3   | 4   | 5   | 6   | 7   | 8   | 9   | 10  | 11  | 12  | 13  | 14  | 15  | 16  | 17  | 18  | 19  | 20  | 21  | ポイント | ランキング |
| 年   | No. | ドライバー       | AUS | BHR | CHN | AZE | ESP | MON | CAN | FRA | AUT | GBR | GER | HUN | BEL | ITA | SIN | RUS | JPN | MEX | USA | BRA | ABU | ポイント | ランキング |
| ---- | --- | ---------------- | --- | --- | --- | --- | --- | --- | --- | --- | --- | --- | --- | --- | --- | --- | --- | --- | --- | --- | --- | --- | --- | -------- | ---------- |
| 2019 | 3   | リカルド         | Ret | 18† | 7   | Ret | 12  | 9   | 6   | 11  | 12  | 7   | Ret | 14  | 14  | 4   | 14  | Ret | DSQ | 8   | 6   | 6   | 11  | 91       | 5位        |
| 2019 | 27  | ヒュルケンベルグ | 7   | 17† | Ret | 14  | 13  | 13  | 7   | 8   | 13  | 10  | Ret | 12  | 8   | 5   | 9   | 10  | DSQ | 10  | 9   | 15  | 12  | 91       | 5位        |

- 太字はポールポジション、斜字はファステストラップ（key）
- † 印はリタイアだが、90%以上の距離を走行したため規定により完走扱い。